# الإعاقة في أستراليا
أفاد أربعة ملايين شخص في أستراليا (18.5%) أنهم يعانون من إعاقة في عام 2009، وفقًا لنتائج مسح الإعاقة والشيخوخة ومقدمي الرعاية.  تأثر الذكور والإناث على نحو مماثل بالإعاقة (18% و19% على التوالي).

## التركيبة السكانية

الأشخاص المحتاجون إلى المساعدة في نشاط أساسي كنسبة مئوية من إجمالي السكان، مقسمة حسب المنطقة المحلية الإحصائية، في تعداد عام 2011.

أفاد ما يقرب من واحد من كل خمسة أستراليين (18.5%) أنهم يعانون من الإعاقة في عام 2009. وكان لدى 21% آخرين حالة صحية طويلة الأمد لم تقيد أنشطتهم اليومية. أما الـ60% المتبقية من سكان أستراليا فلم يكن لديهم إعاقة أو حالة صحية طويلة الأمد. من بين المصابين بالإعاقة المبلغ عنها، كان لدى 87% منهم قيود أو إعاقات محددة؛ أي ضعف يحد من قدرتهم على أداء أنشطة التواصل أو الحركة أو الرعاية الذاتية، أو قيود مرتبطة بالدراسة أو العمل.
يزداد معدل الإعاقة بشكل مطرد مع تقدم العمر، حيث يكون الأشخاص الأصغر سنا أقل عرضة للإبلاغ عن الإعاقة مقارنة بالأشخاص الأكبر سنا. ومن بين الأشخاص الذين تبلغ أعمارهم أربع سنوات أو أقل، تأثر 3.4% منهم بالإعاقة، مقارنة بـ 40% من الأشخاص الذين تتراوح أعمارهم بين 65 و69 عامًا و88% من الأشخاص الذين تبلغ أعمارهم 90 عامًا أو أكثر.
كانت معدلات الإعاقة ومعدلات القيود العميقة أو الشديدة على النشاط الأساسي للذكور الذين تتراوح أعمارهم بين 5 إلى 14 عامًا (11٪ و 6.6٪ على التوالي) قريبة من ضعف تلك الخاصة بالإناث في نفس الفئة العمرية (6.1٪ و 3.0٪ على التوالي). على النقيض من ذلك، كان لدى النساء اللاتي تتراوح أعمارهن 90 عامًا فأكثر معدل أعلى من القيود العميقة أو الشديدة على النشاط الأساسي (75٪) مقارنة بالرجال في نفس العمر (58٪).
في عام 2015، كان هناك 2.1 مليون أسترالي في سن العمل يعانون من الإعاقة. ومن بين هؤلاء، تم توظيف 1.0 مليون شخص وكان 114.900 آخرين يبحثون عن عمل، مما يقرب من 53.4% من الأشخاص في سن العمل من ذوي الإعاقة كانوا في القوى العاملة مقارنة بـ 83.2% من الأشخاص غير ذوي الإعاقة. في عام 2015، كان 25.0% من الأشخاص الذين يعانون من إعاقة شديدة أو عميقة ضمن القوى العاملة، مقارنة بـ 58.9% من أولئك الذين يعانون من إعاقة خفيفة. في عام 2012، كان معدل المشاركة في القوى العاملة أعلى بالنسبة للأشخاص الذين يعانون من إعاقات شديدة أو عميقة بنسبة 29.7%. في عام 2015، أفاد ما يقرب من واحد من كل خمسة أستراليين بأنهم يعيشون مع الإعاقة (18.3% أو 4.3 مليون شخص). كما أن 22.1% من الأستراليين يعانون من حالة صحية طويلة الأمد ولكن ليس لديهم إعاقة، في حين أن 59.5% المتبقية لم تعاني من إعاقة أو حالة صحية طويلة الأمد.
في عام 2015، كان 18.6% من الإناث و18.0% من الذكور من ذوي الإعاقة. كانت الاختلافات بين الذكور والإناث أكثر وضوحًا بين الأشخاص في الفئات العمرية الأكبر سنًا حيث كان لدى 68.3٪ من الإناث في سن 90 عامًا وما فوق قيود عميقة أو شديدة مقارنة بـ 51.2٪ من الذكور. وفي بعض الأعمار كانت هناك نسب أعلى من الذكور ذوي الإعاقة مثل الفئات العمرية من 5 إلى 14 عامًا (الذكور 12.0٪ والإناث 7.0٪) ومن 65 إلى 69 عامًا (الذكور 39.7٪ والإناث 36.0٪).
وتُظهر بيانات مركز الإحصاء الأسترالي (SDAC) عن كبار السن (الذين تبلغ أعمارهم 65 عامًا فأكثر) من السكان المسنين في أستراليا أن عدد كبار السن الأستراليين بلغ حوالي 3.5 مليون في عام 2015، وهو ما يمثل واحدًا من كل سبعة أشخاص أو 15.1% من السكان الذين زادت هذه النسبة من 14.3% في عام 2012. كان كبار السن الأستراليون الذين يعيشون في أسر أكثر نشاطًا، حيث ارتفعت النسبة التي شاركت في الأنشطة البدنية لممارسة الرياضة أو الترفيه من 44.5% في عام 2012 إلى 49.2% في عام 2015. تعيش أغلبية كبار السن في أستراليا في أسر (94.8%)، في حين يعيش 5.2% أو واحد من كل عشرين في مساكن رعاية مثل دور رعاية المسنين. في حين ارتفعت نسبة كبار السن في أستراليا، فقد انخفض انتشار الإعاقة بينهم. في عام 2015، كان 50.7% من كبار السن يعيشون مع الإعاقة، بانخفاض عن 52.7% في عام 2012. أفاد ثلثا كبار السن الأستراليين (67.3%) الذين أبلغوا عن دخلهم أنهم يعيشون في أسرة ذات دخل إجمالي مكافئ يقع في الخمسين الأدنى. وقد انخفضت هذه النسبة من 74.6% في عام 2012.
يعاني السكان الأصليون في أستراليا من الإعاقة بمعدلات أعلى من السكان غير الأصليين في أستراليا.

### الاتجاهات
انخفض معدل انتشار الإعاقة في أستراليا من 20% في عام 2003 إلى 18.5% في عام 2009. وبعد إزالة تأثيرات الهياكل العمرية المختلفة، انخفض المعدل الموحد حسب العمر أيضًا بنسبة 2.1 نقطة مئوية. ويعتبر الانخفاض ملحوظا بشكل خاص في الفئات العمرية الأصغر سنا. من عام 2003 إلى عام 2009، انخفض معدل الإعاقة لدى الأشخاص الذين تتراوح أعمارهم بين 15 و24 عاماً من 9.0% إلى 6.6%. وعلى مدى الفترة نفسها انخفض معدل الإعاقة أيضًا بين الأشخاص الذين تتراوح أعمارهم بين 25 و34 عامًا من 11% إلى 8.6%. وعلى نحو مماثل، أفاد 22% من الأشخاص الذين تتراوح أعمارهم بين 45 و54 عاماً بإصابتهم بإعاقة في عام 2003، مقارنة بنحو 18% في عام 2009.
وانخفض معدل القيود العميقة أو الشديدة في الأنشطة الأساسية للتواصل والتنقل والعناية الذاتية، من 6.3% في عام 2003 إلى 5.8% في عام 2009. يرجع جزء كبير من الانخفاض في انتشار الإعاقة بين عامي 2003 و2009 إلى انخفاض نسبة الأستراليين المعاقين بسبب ظروف صحية جسدية، مثل الربو وأمراض القلب.
وانخفض معدل الإصابة بالإعاقة الناجمة عن الظروف الجسدية، مقارنة بالاضطرابات العقلية أو السلوكية، من 17% في عام 2003 إلى 15% في عام 2009. على سبيل المثال، في عام 2003، كان 6.8% من الأستراليين يعانون من إعاقة ناجمة في المقام الأول عن اضطرابات في الجهاز العضلي الهيكلي مثل التهاب المفاصل ومشاكل الظهر، مع انخفاض هذه النسبة إلى 6.5% في عام 2009. كما انخفض معدل الإصابة بالإعاقة الناجمة عن أمراض الجهاز الدوري من 1.8% إلى 1.4%. في عام 2003، أفاد 8.8% من الأشخاص الذين تتراوح أعمارهم بين 65 عامًا فأكثر بإعاقة بسبب أمراض الجهاز الدوري، مقارنة بـ 7.4% في عام 2009.
وانخفضت أيضاً معدلات الإعاقة الناجمة عن الربو من 0.8% في عام 2003 إلى 0.5% في عام 2009. بين الشباب (من 0 إلى 17 سنة)، انخفض معدل الإعاقة الناجمة عن الربو إلى النصف تقريبا بين عامي 2003 و2009، من 0.9% في عام 2003 إلى 0.5% في عام 2009. كما انخفض معدل الإصابة بالإعاقة المرتبطة بالربو بين الأشخاص الذين تتراوح أعمارهم بين 18 و44 عاماً، من 0.5% في عام 2003 إلى 0.3%. وبالإضافة إلى ذلك، بالنسبة لهذه الفئة العمرية، انخفضت نسبة الأشخاص الذين يعانون من إعاقة بسبب مشاكل الظهر، من 2.6% في عام 2003 إلى 1.9% في عام 2009.
وانخفض أيضًا معدل الإصابة بالإعاقة بسبب مشاكل الظهر بين الأشخاص الذين تتراوح أعمارهم بين 45 و64 عامًا. وفي هذه الفئة العمرية، أفاد 5.2% من الأشخاص بإعاقة نتيجة لمشاكل الظهر في عام 2009، مقارنة بـ 6.0% في عام 2003. وعلى النقيض من ذلك، ارتفع معدل انتشار الإعاقة الناتجة عن مشاكل الظهر بين الأشخاص الذين تبلغ أعمارهم 65 عامًا فأكثر منذ عام 2003، من 4.9% إلى 6.3%.

## قانون
في عام 1992، عقدت المحكمة العليا قضية، حيث تساءلت عن من الذي يجب أن يقرر ما إذا كانت الفتاة المعوقة تستحق إجراء عملية تعقيم. ومنذ ذلك الوقت، أصبحت جميع القرارات المتعلقة بهذا النوع من الإجراءات تُسمع في محكمة الأسرة أو هيئات مماثلة. كان قانون التمييز ضد ذوي الإعاقة لعام 1992 (DDA) قانونًا أقره برلمان أستراليا في عام 1992 لتعزيز حقوق الأشخاص ذوي الإعاقة في مجالات معينة مثل الإسكان والتعليم وتوفير السلع والخدمات. إنها تشترك في فلسفة مشتركة مع قوانين التمييز ضد الإعاقة الأخرى في جميع أنحاء العالم والتي ظهرت في أواخر القرن العشرين وأوائل القرن الحادي والعشرين، فضلاً عن تشريعات الحقوق المدنية السابقة المصممة لمنع التمييز العنصري والتمييز على أساس الجنس.[بحاجة لمصدر] تم تعيين إليزابيث هاستينجز كأول مفوضة لشؤون التمييز ضد ذوي الإعاقة في عام 1993.
في وقت سن قانون التمييز ضد الأشخاص ذوي الإعاقة، كانت هناك بالفعل مجموعة متنوعة من قوانين مكافحة التمييز ضد الأشخاص ذوي الإعاقة في الهيئات التشريعية للولايات المختلفة، ويعود تاريخ بعضها إلى أوائل الثمانينيات. كانت جميع الولايات والأقاليم باستثناء تسمانيا والإقليم الشمالي لديها قوانين لمكافحة التمييز، وكان هناك تشريعات قيد الدراسة في هذين المكانين. كانت هناك ثلاثة أسباب لسن قانون اتحادي:
- لتوحيد نطاق الحقوق المقدمة في جميع أنحاء البلاد
- تنفيذ التزامات الحكومة الأسترالية باعتبارها أحد الموقعين على الإعلانات الدولية بشأن حقوق الأشخاص ذوي الإعاقة.
- لتمكين تنظيم الممارسات التمييزية للسلطات الكومنولثية.

يتم تقديم الشكاوى المقدمة بموجب قانون التمييز على أساس الإعاقة إلى اللجنة الأسترالية لحقوق الإنسان (المعروفة سابقًا باسم لجنة حقوق الإنسان وتكافؤ الفرص، HREOC)، والتي تتعامل أيضًا مع الشكاوى المتعلقة بقانون التمييز العنصري لعام 1975، وقانون التمييز على أساس الجنس لعام 1984، وقانون التمييز على أساس السن لعام 2004، وقانون لجنة حقوق الإنسان وتكافؤ الفرص لعام 1986.
في ديسمبر/كانون الأول 1976، أنشأت حكومة دونستان في جنوب أستراليا لجنة معنية بحقوق الأشخاص ذوي الإعاقة برئاسة قاضي المحكمة العليا السير تشارلز برايت، والتي قدمت تقريرها في ديسمبر/كانون الأول 1978.
وقد بدأت الحكومة الأسترالية تحقيقاً من جانب لجنة الإنتاجية لتقييم فعالية هذا القانون، ونشرت نتائجه في عام 2004. ووجدت اللجنة أنه على الرغم من وجود مجال للتحسين، وخاصة في الحد من التمييز في التوظيف، فإن قانون التمييز على أساس الإعاقة كان فعالاً بشكل معقول بشكل عام. وعلى وجه التحديد، وجدت اللجنة أن الأشخاص ذوي الإعاقة أقل احتمالا لإكمال دراستهم، أو الحصول على مؤهل من معهد TAFE أو الجامعة، أو الحصول على وظيفة. ومن المرجح أن يكون دخلهم أقل من المتوسط، وأن يحصلوا على معاش تقاعدي، وأن يعيشوا في مساكن عامة وفي السجن. يبلغ متوسط الدخل الشخصي للأشخاص ذوي الإعاقة 44 في المائة من دخل الأستراليين الآخرين.
DisabilityCare Australia، والمعروف سابقًا باسم مخطط التأمين الوطني للإعاقة (NDIS)، هو برنامج رعاية صحية بدأته الحكومة الأسترالية. تم تقديم مشروع القانون إلى البرلمان في نوفمبر 2012. في يوليو 2013، بدأت المرحلة الأولى من برنامج DisabilityCare Australia في جنوب أستراليا، وتسمانيا، ومنطقة هانتر في نيو ساوث ويلز، ومنطقة باروون في فيكتوريا، في حين ستبدأ المرحلة الأولى في إقليم العاصمة الأسترالية في يوليو 2014.
يمثل الأشخاص ذوو الإعاقة نسبة كبيرة من السكان في نظام السجون الأسترالي، حيث أن نصف جميع الأشخاص في نظام السجون يعانون من الإعاقة.

## مقدمي الرعاية

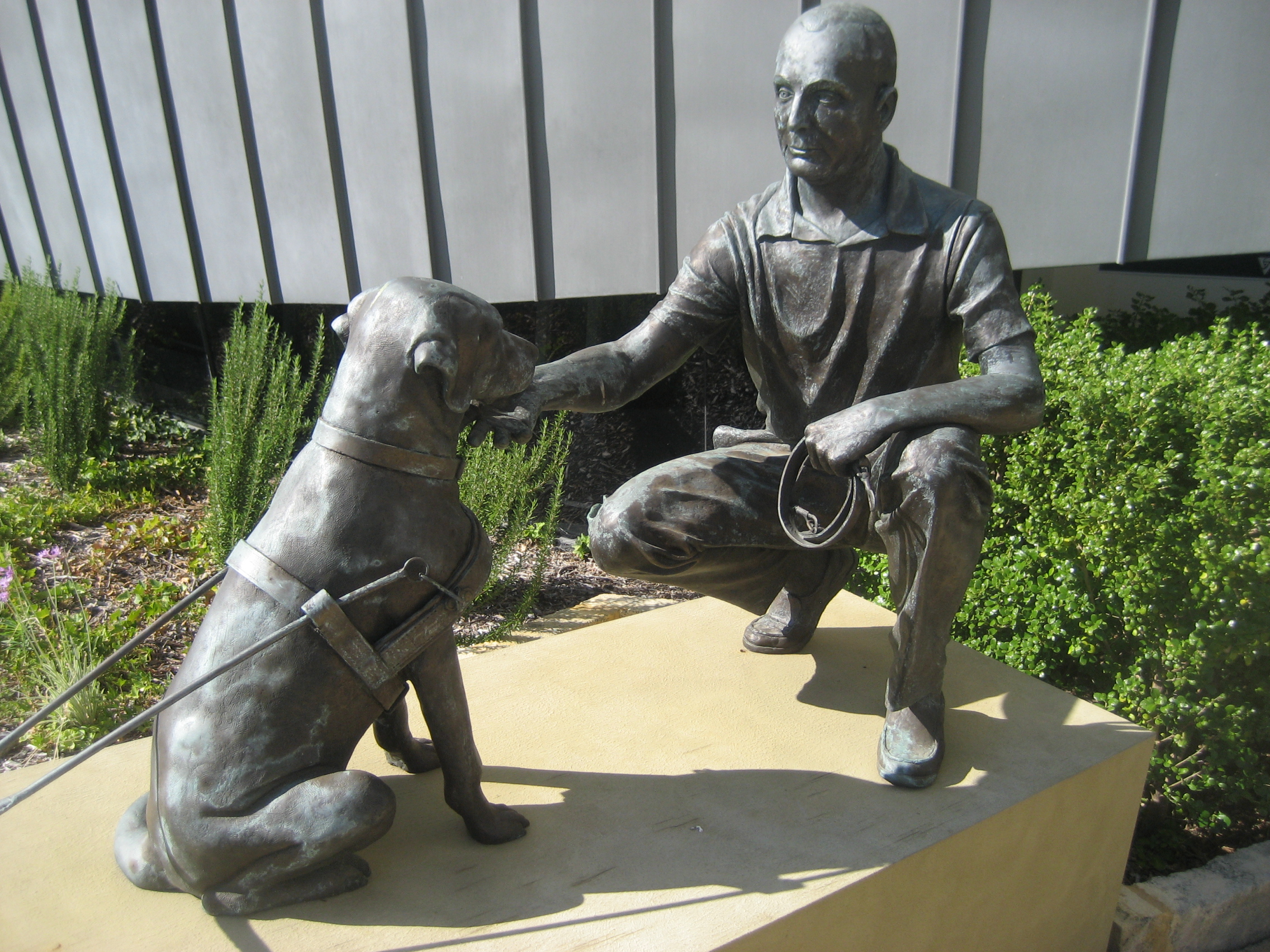
تمثال للدكتور أرنولد كوك وكلب مرشد.

في عام 2009، كان هناك 2.6 مليون من مقدمي الرعاية الذين قدموا المساعدة لأولئك الذين كانوا بحاجة إلى المساعدة بسبب الإعاقة أو الشيخوخة. وكان ما يقرب من ثلث هؤلاء (29%) من مقدمي الرعاية الأساسيين؛ أي الأشخاص الذين قدموا غالبية المساعدة غير الرسمية التي يحتاجها الشخص ذو الإعاقة أو الذي يبلغ من العمر 60 عامًا أو أكثر. أكثر من ثلثي مقدمي الرعاية الأولية (68%) كانوا من النساء. شاركت 13% من النساء في دور الرعاية، مقارنة بـ 11% من الرجال. كان الاختلاف بين الجنسين بين مقدمي الرعاية أكثر وضوحًا بالنسبة لأولئك الذين تتراوح أعمارهم بين 45 إلى 54 عامًا، حيث قدم 16٪ من الرجال و 23٪ من النساء في هذه الفئة العمرية الرعاية لشخص من ذوي الإعاقة أو يبلغ من العمر 60 عامًا أو أكثر.
انخفضت نسبة الأستراليين المشاركين في رعاية شخص من ذوي الإعاقة أو شخص مسن من 13% في عام 2003 إلى 12% في عام 2009، بما يتماشى مع انخفاض انتشار الإعاقة.
أستراليا هي واحدة من ست دول نفذت نظام مقدمي الرعاية، حيث يتبع برنامجها نمطًا ديمقراطيًا أكثر ليبرالية حيث يقدم مقدمو الرعاية الأسرية غالبية الرعاية لكبار السن ذوي الإعاقة والضعفاء. ومع ذلك، فإن أغلب هؤلاء الأشخاص لا يتلقون أي خدمات رسمية: 56% من مقدمي الرعاية الأساسيين الذين يدعمون شخصاً معاقاً يقل عمره عن 65 عاماً و65% من مقدمي الرعاية الأساسيين لكبار السن لم يتلقوا أي مساعدة من هذا القبيل في عام 2009. وخلص تقرير رسمي صدر عام 2011 إلى أن دعم مقدمي الرعاية "يُدار بطريقة مخصصة عبر عدد من البرامج والسلطات القضائية"، كما وجد تقرير عن رعاية الأستراليين أن 38% من مقدمي الرعاية الأساسيين شعروا أنهم بحاجة إلى مزيد من الدعم في الحفاظ على صحتهم، بالإضافة إلى الدعم البدني والعاطفي والمالي.
في عام 1985، قدمت أستراليا معاش مقدم الرعاية، أو مدفوعات مقدم الرعاية (CP)، لتوفير دعم الدخل لمقدمي الرعاية غير القادرين على إعالة أنفسهم من خلال عمل مدفوع الأجر بشكل كبير. يتم اختبار الدخل لكل من مقدم الرعاية ومتلقي الرعاية، والذي يجب أن يستوفي أيضًا تقييم الإعاقة. ومع ذلك، فإنه لا يخضع لاختبار النشاط ولا يتم تضمينه في سياسات "التنشيط" المطبقة على معظم أشكال دعم الدخل الأخرى للأشخاص في سن العمل. في عام 2006، شارك المستفيدون من إعانة البطالة في عمل مدفوع الأجر أو عمل غير مدفوع الأجر أو تعليم أو تدريب لمدة تصل إلى 25 ساعة في الأسبوع، ومع ذلك، فإن 23% فقط حصلوا على أرباح أثناء تلقيهم الإعانة. وشملت أسباب هذه النتيجة الضغط الناجم عن مسؤوليات الرعاية، وعدم كفاية المهارات والتدريب، والمشكلة الصحية أو الإعاقة التي يعاني منها مقدم الرعاية نفسه: فحوالي 40% من المتلقين لم يكونوا على رأس العمل عندما بدأوا في تقديم الرعاية و/أو تلقي الشلل الدماغي. ويعتمد العديد من مقدمي الرعاية على دعم الدخل الحكومي كمصدر رئيسي للدخل، ومع ذلك، فإن هذا يعكس انخفاض معدلات مشاركتهم في القوى العاملة وتركيزهم في العمل بدوام جزئي. في عام 2003، كان دعم الدخل هو المصدر الرئيسي للدخل النقدي الشخصي لـ 40% من مقدمي الرعاية الأستراليين، مقارنة بـ 24% من الأشخاص الآخرين.
وفي دراسة استقصائية أجريت عام 2009 حول الإعاقة والشيخوخة ومقدمي الرعاية، حددت أستراليا 529 ألف شريك رعاية في سن العمل ــ أي ما يعادل 27% من جميع مقدمي الرعاية في سن العمل. كما تم التعرف على 188 ألف شريك رعاية "أساسي"، والذين شكلوا أكبر مجموعة من مقدمي الرعاية الأساسيين في سن العمل (34%). وكان ما يزيد قليلاً على نصف هذه المجموعة (55%) من النساء. يميل مقدمو الرعاية الشريكة في أستراليا إلى أن يكونوا أكبر سنًا: 70٪ من مقدمي الرعاية الشريكة في سن العمل كانوا أكبر من 45 عامًا، وأكثر من 40٪ كانوا تتراوح أعمارهم بين 55 و 64 عامًا، على الرغم من وجود اختلافات قليلة بين الجنسين في ملفاتهم العمرية (ABS، 2011).
ومن بين مقدمي الرعاية الأساسيين في سن العمل، قضى ما يقرب من نصف مقدمي الرعاية الشريكة أقل من 20 ساعة في الأسبوع في تقديم الرعاية، ولكن حوالي 20% قدموا الرعاية لمدة تتراوح بين 20 و40 ساعة في الأسبوع وثلثهم بشكل مكثف (40 ساعة أو أكثر في الأسبوع). في جميع الفئات العمرية، كانت النساء أكثر ميلاً من الرجال إلى تقديم مستويات مكثفة من الرعاية.
لقد قدمت شريكات الرعاية الإناث الرعاية على مدى فترة زمنية أطول من الذكور: من بين شريكات الرعاية الأساسيات، كان 58% من الرجال و63% من النساء يقدمون الرعاية لمدة خمس سنوات أو أكثر. من المرجح أن يقدم شركاء الرعاية في أستراليا مستويات عالية من الدعم لأنهم من المرجح أن يعيشوا مع الشخص الذي يقدمون له الرعاية. تظهر بيانات SDAC أن ما يقرب من نصف مقدمي الرعاية، وأكثر من 90% من مقدمي الرعاية الأساسيين، ساعدوا الزوج الذي يعاني من إعاقة شديدة أو عميقة. 73% من الشركاء الأساسيين في الرعاية قدموا الدعم لشخص يعاني من إصابة في الرأس أو سكتة دماغية أو تلف آخر في الدماغ، و15% قدموا الرعاية لشخص يعاني من مرض عقلي. ومن بين من هم في سن العمل، كان من غير المرجح أن يتم توظيف مقدمي الرعاية الشريكة بدوام كامل، أو العمل على الإطلاق، مقارنة بمقدمي الرعاية الآخرين وغير مقدمي الرعاية، وكان من هم في سن 55 إلى 64 عامًا أقل احتمالًا للعمل من نظرائهم الأصغر سنًا.
في عام 2009، كان هناك ما يقدر بنحو 288.300 طفل أسترالي تتراوح أعمارهم بين 0 و14 عاماً يعانون من نوع ما من الإعاقة: أكثر من 3% من الأطفال الذين تتراوح أعمارهم بين 0 و4 أعوام، وحوالي 9% من الأطفال الذين تتراوح أعمارهم بين 5 و14 عاماً. ومن بين هؤلاء، عانى 166,700 شخصًا من "قيود شديدة أو عميقة في النشاط الأساسي"، حيث يحتاجون إلى المساعدة في مهام التواصل أو التنقل أو الرعاية الذاتية المنتظمة. تشير التقديرات إلى أن حوالي نصف الأطفال ذوي الإعاقة الذين تتراوح أعمارهم بين 0 و14 عامًا يعانون من إعاقتين أو أكثر وأن ما يقرب من 7% يعانون من أربع أو خمس إعاقات. وجدت مراجعة المدفوعات المقدمة للآباء والأمهات الذين يعتنون بالأطفال في أستراليا أن الإعاقات الفكرية والتعليمية (4.3% من جميع الأطفال) والإعاقات الجسدية/المتنوعة (4.2%) هي الأكثر انتشارًا، في حين وجد تحليل الإعاقة الأساسية لمستخدمي الخدمة أن هذه الإعاقة كانت "فكرية" لنحو 30% من الأشخاص، و"جسدية" لنحو 17%، و"توحد" لنحو 6%.
تختلف التركيبة السكانية لمقدمي الرعاية للشباب عن التركيبة السكانية لكبار السن، حيث أن إدخال أستراليا لإلغاء المؤسسات في الثمانينيات من القرن العشرين يدعم الآباء في تربية أطفالهم في المنزل، بما في ذلك رعاية معظم الأطفال ذوي الإعاقة. أعرب الآباء والأمهات الذين يعتنون بالأطفال ذوي الإعاقة عن معاناتهم في أستراليا التي لا يعاني منها الآباء والأمهات الذين يعتنون بأشخاص آخرين، ولكنهم غالباً ما يعيشون في ظروف محرومة حيث تكون دخولهم في كثير من الأحيان أقل من دخول الأسر الأخرى: في عام 2003، كان 50% من مقدمي الرعاية الأساسيين للأطفال ذوي الإعاقة في الخمسين الأدنى من الدخل، مقارنة بـ 34% من غير مقدمي الرعاية. كان مقدمو الرعاية الأساسيون للأطفال ذوي الإعاقات الشديدة أكثر احتمالية (67%) من غير مقدمي الرعاية (24%) للحصول على معاش أو بدل حكومي كمصدر أساسي للدخل.

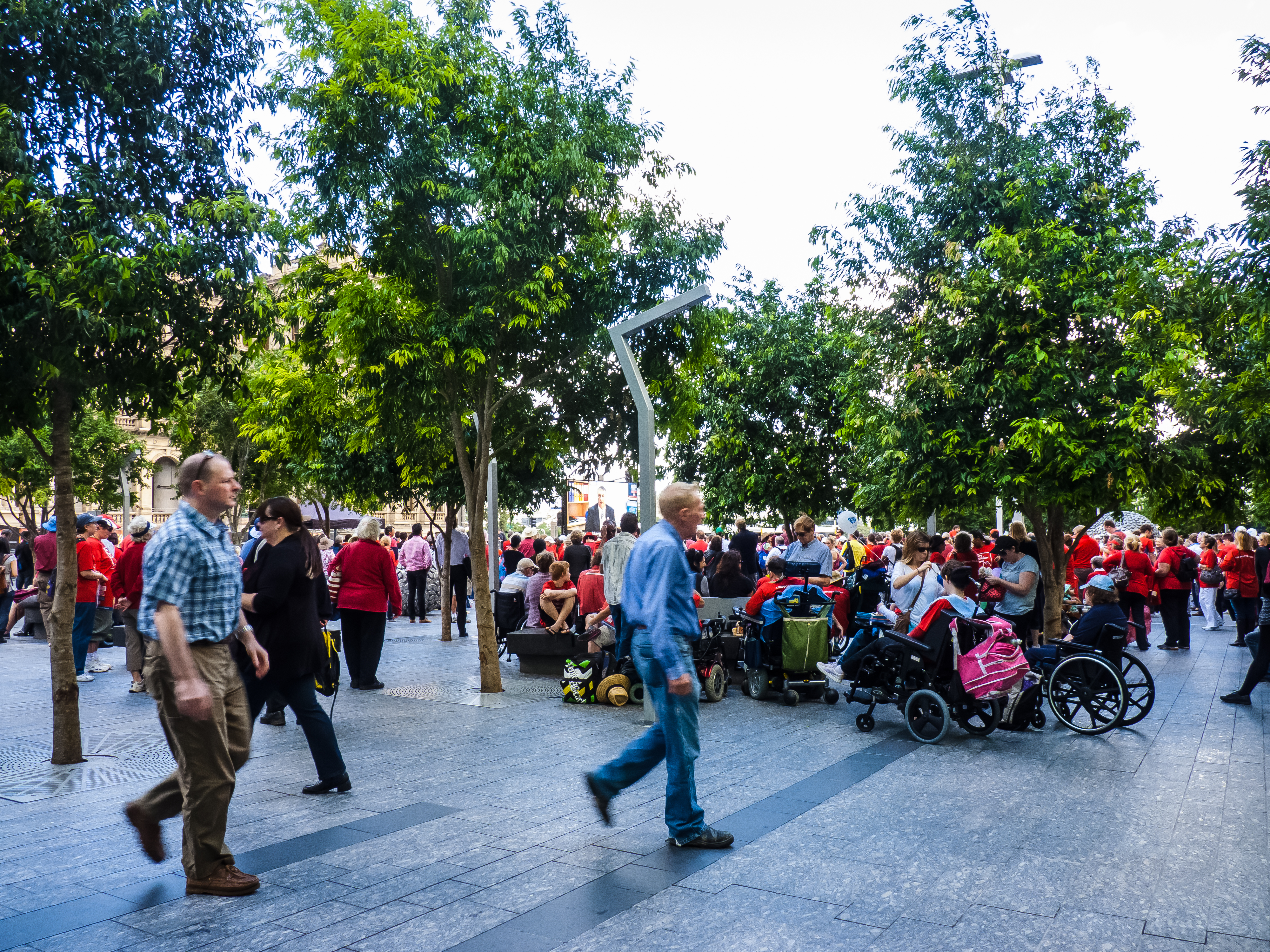
احتجاجات لدعم مخطط التأمين الوطني للإعاقة.

واستجابة لذلك، قامت حكومات الكومنولث الأسترالية وحكومات الولايات والأقاليم بتطوير عدد قليل من المبادرات لدعم جميع مقدمي الرعاية بما في ذلك الشباب ذوي الإعاقة وأولياء أمورهم. وقد قاموا بتطوير بعض البرامج التي تركز على الوصول إلى الخدمات للأطفال ذوي الإعاقة ودعم الجمع بين العمل مدفوع الأجر ورعاية الأسرة حتى يتمكن الآباء من رعاية أطفالهم. في كوينزلاند، تم تطوير خطة عمل بناء مستقبل مشرق (2010-13) للأطفال ذوي الإعاقة لإعطاء الأولوية للوصول إلى خدمات التدخل المبكر وبناء الدعم القائم على الأدلة وتعزيز القوى العاملة في خدمات الإعاقة. وهناك خطة أخرى في نيو ساوث ويلز، وهي خطة "الأقوى معًا" (2006-2016)، مصممة لتمكين الأطفال ذوي الإعاقة من النمو في أسرة والمشاركة في المجتمع، ودعم البالغين ذوي الإعاقة للعيش في المجتمع وأن يكونوا جزءًا منه (مع خدمات مثل الراحة والعلاج والرعاية المبتكرة ودعم الأسرة والإخوة). حتى أن الكومنولث قام بتطوير برنامجه الخاص المسمى حزمة مساعدة الأطفال المصابين بالتوحد (HCWA) (منذ عام 2009) والذي يوفر التمويل لخدمات التدخل المبكر مثل الوصول إلى المستشارين الذين يقدمون معلومات حول الأهلية والتمويل والخدمات؛ مجموعات اللعب المدعومة؛ عناصر جديدة في جدول مزايا الرعاية الطبية (MBS).
كانت إحدى المبادرات الأخرى هي تقديم سياسات جديدة أكثر فائدة لمقدمي الرعاية على وجه التحديد بما في ذلك قانون الاعتراف بمقدمي الرعاية (2010) واستراتيجية مقدمي الرعاية (2011) لأن البرامج السائدة غالبًا لا تلبي التوفيق بين العمل والرعاية للآباء مقدمي الرعاية للأطفال ذوي الإعاقة للأطفال ذوي الإعاقة، مما قد يحد بشدة من فرص والديهم في الحصول على عمل مدفوع الأجر. تم إقرار قانون العمل العادل (2009) لتمكين الآباء والأمهات من الحصول على ترتيبات عمل مرنة حتى يبلغ طفلهم المعاق 18 عامًا. في عام 2008، بدأت حكومة الكومنولث بإجراء مراجعة رئيسية لمدفوعات مقدمي الرعاية للأطفال، من خلال فريق عمل ضم ممثلين عن أسر الأطفال المعوقين ومقدمي الرعاية والمنظمات غير الحكومية والأكاديميين والأطباء. ووجدت المراجعة أنه نظرًا لأن أطفالهم لا يستوفون تعريف "الإعاقة الشديدة"، فإن العديد من الآباء غير مؤهلين للحصول على مدفوعات مقدم الرعاية. وقد أدى ذلك إلى توسيع معايير الأهلية، حيث من المتوقع أن يصبح 19000 من أولياء الأمور مؤهلين للحصول على الدفعة لاحقًا.

## عمل

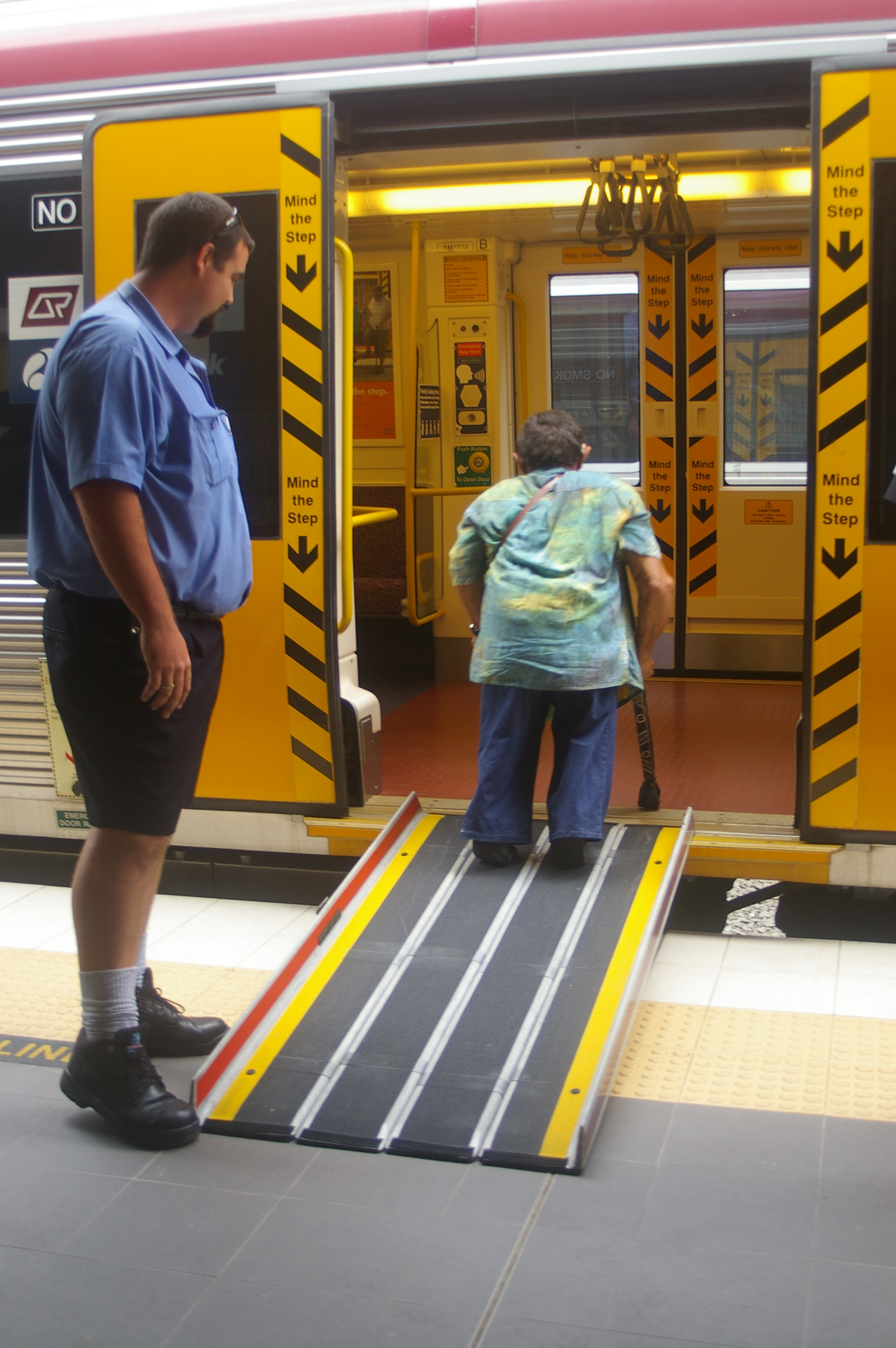
المساعدة في الصعود إلى القطار في محطة شارع روما، بريسبان

في أستراليا في عام 2009، كان أكثر من مليون شخص في سن العمل من ذوي الإعاقة (50%) يعملون بأجر، ويمثلون 10% من إجمالي القوى العاملة الأسترالية. كان الرجال ذوو الإعاقة (55%) أكثر احتمالا للتوظيف من النساء ذوات الإعاقة (45%). على الرغم من التحسينات التي طرأت على التشريعات المناهضة للتمييز، فإن الأشخاص ذوي الإعاقة ما زالوا أقل حظاً في العمل من غيرهم من الأستراليين. بلغ معدل المشاركة في القوى العاملة للأشخاص الذين تتراوح أعمارهم بين 15 و64 عاماً من ذوي الإعاقة 54% في عام 2009، وهو أقل بكثير من معدل المشاركة بين غير المعاقين (83%). أحد النتائج ذات الأولوية للاستراتيجية الوطنية للإعاقة 2010-2020 هو "زيادة الوصول إلى فرص العمل كمفتاح لتحسين الأمن الاقتصادي والرفاهية الشخصية للأشخاص ذوي الإعاقة..." اعتبارًا من عام 2012، كان نصف الأستراليين في سن العمل من ذوي الإعاقة يعملون، بينما بالنسبة للأستراليين في سن العمل غير المعاقين، كانت هذه النسبة 80٪.
ارتفع معدل الإعاقة بين الأستراليين الذين تتراوح أعمارهم بين 15 و64 عامًا، أي أولئك الذين في "سن العمل الرئيسي"، من 15% في عام 1993 إلى ذروة بلغت 17% في عام 2003، ثم عاد إلى 15% في عام 2009.
على مدى ستة عشر عاماً من عام 1993 إلى عام 2009، انخفض معدل البطالة بين الأشخاص ذوي الإعاقة الذين تتراوح أعمارهم بين 15 و64 عاماً من 17.8% إلى 7.8%، بما يتماشى مع الانخفاض المماثل في البطالة بين أولئك الذين لا يعانون من الإعاقة (من 12% في عام 1993 إلى 5.1% في عام 2009). ومع ذلك، ظل معدل البطالة بين الأشخاص ذوي الإعاقة أعلى بشكل ملحوظ من المعدل بين غير المعاقين في عام 2009.
ومن بين هؤلاء الأشخاص ذوي الإعاقة الذين لم يكونوا ضمن القوى العاملة، لم يكن لدى خمسهم (20% أو 194 ألف شخص) أي قيود على العمل، وهذا يعني أن إعاقتهم لم تكن السبب في منعهم من العمل. وأفادت التقارير بأن الصعوبات مثل الوصول إلى رعاية الأطفال (22٪) تحد من قدرة هؤلاء الأشخاص على المشاركة في القوى العاملة على الرغم من عدم وجود قيود على التوظيف. بالنسبة للأشخاص غير المعاقين الذين لم يكونوا ضمن القوى العاملة، تم الإبلاغ عن صعوبات أخرى مثل نقص الوظائف الشاغرة أو ساعات العمل المناسبة (كلاهما بنسبة 11٪).
إن نوع الإعاقة التي يعاني منها الفرد يمكن أن يؤثر على احتمالية مشاركته في سوق العمل. حصل الأشخاص الذين يعانون من إعاقات حسية أو كلامية على أفضل نتائج في سوق العمل بمعدل مشاركة بلغ 54% ومعدل بطالة بلغ 7.0%، في حين كان لدى الأشخاص الذين كانت إعاقتهم نفسية أدنى معدل مشاركة (29%) وأعلى معدل بطالة (19%). قد يتمكن الأشخاص الذين يعانون من ضعف في الحواس أو الكلام من الاستفادة من التقنيات المساعدة، ولكن هذا ليس هو الحال بالنسبة للأشخاص الذين يعانون من إعاقة نفسية مثل المرض العقلي. قد يعاني الأشخاص المصابون بأمراض عقلية من اضطراب في حضورهم للعمل وحياتهم المهنية بسبب الطبيعة المتقطعة لإعاقتهم.
وكما هو الحال مع نوع الإعاقة، فإن شدة إعاقة الشخص تنعكس في قدرته على المشاركة في القوى العاملة. وبشكل عام، تنخفض المشاركة في القوى العاملة مع زيادة شدة الإعاقة. في عام 2009، بلغ معدل المشاركة في القوى العاملة للأشخاص الذين تتراوح أعمارهم بين 15 و64 عاماً والذين يعانون من إعاقة متوسطة أو خفيفة 53%، في حين بلغ معدل المشاركة في القوى العاملة للأشخاص الذين يعانون من إعاقة شديدة أو عميقة 31%. وكان هذا النمط واضحا في جميع أنواع الإعاقة. على سبيل المثال، بلغ معدل المشاركة بين الأشخاص الذين يعانون من إعاقة بدنية متوسطة أو خفيفة 51%، في حين بلغ معدل المشاركة بين الأشخاص الذين يعانون من إعاقة بدنية شديدة أو عميقة 28%. ولرؤية نمط في معدلات البطالة، لا بد من النظر إلى شدة الإعاقة ونوعها معًا. على سبيل المثال، كان معدل البطالة بين الأشخاص ذوي الإعاقة الذهنية مرتفعا مقارنة بمجموعات الإعاقة الأخرى، بغض النظر عن شدتها. وكان معدل البطالة بين الأشخاص ذوي الإعاقة الذهنية المتوسطة أو الخفيفة (20%) أعلى من معدل البطالة بين الأشخاص ذوي الإعاقة الجسدية المتوسطة أو الخفيفة (8.8%). وقد يعكس هذا جزئيًا الحواجز الفريدة التي يواجهها الأشخاص ذوو الإعاقة الذهنية في الوصول إلى التعليم والعمل.
ويواجه بعض الأشخاص ذوي الإعاقة قيودًا في التوظيف، مثل تقييد نوع العمل الذي يمكنهم القيام به أو عدد الساعات التي يمكنهم العمل فيها، أو احتياجهم إلى مساعدة خاصة في مكان العمل. كان الأشخاص ذوو الإعاقة الذين لديهم قيود على العمل أقل احتمالية للمشاركة في القوى العاملة (46%) مقارنة بأولئك الذين لا يعانون من قيود على العمل (71%). من بين 69% من الأشخاص ذوي الإعاقة الذين لديهم قيود على العمل، كان اثنان من القيود الأكثر شيوعًا هما نوع الوظيفة أو عدد الساعات التي يمكنهم العمل فيها (51% و31% على التوالي). كان الأشخاص الذين يعانون من إعاقة عميقة أو شديدة هم الأكثر عرضة لنوع ما من القيود على العمل (92٪).
وبشكل عام، كان الأشخاص ذوو الإعاقة الذين يعملون أكثر احتمالية من الأشخاص غير المعاقين للعمل بدوام جزئي (38% و31% على التوالي). كان عدد الساعات التي يعملها عادةً الأشخاص ذوو الإعاقة مرتبطًا بشدة ونوع الإعاقة التي يعانون منها. كان الأشخاص الذين يعانون من إعاقة عميقة أو شديدة والذين عملوا أكثر عرضة للعمل لساعات بدوام جزئي مقارنة بأولئك الذين يعانون من إعاقة أقل شدة. ومع ذلك، فإن ما يقرب من نصف (49%) من الأشخاص الذين يعانون من إعاقة عميقة أو شديدة والذين كانوا يعملون، كانوا يعملون بدوام كامل. ومن بين مجموعات الإعاقة الخمس، ترتبط الإعاقات النفسية والفكرية ارتباطًا أكبر بساعات العمل الأقل. أكثر من ثلث (35%) من الأشخاص ذوي الإعاقة النفسية الذين عملوا، يعملون عادة لمدة لا تزيد عن 15 ساعة، يليهم الأشخاص ذوي الإعاقة الفكرية (30%). وعلى النقيض من ذلك، فإن حوالي ثلثي الأشخاص العاملين الذين يعانون من إعاقة حسية أو كلامية (66%) أو إعاقة جسدية (61%) يعملون بدوام كامل.
في عام 2009، عمل ما يقرب من خُمس (19%) الأشخاص في سن العمل من ذوي الإعاقة كمحترفين، يليهم الموظفون الإداريون والكتابيون، ثم الفنيون والعاملون في التجارة (كلاهما بنسبة 15%). توزيع الأشخاص عبر المهن المختلفة متشابه بالنسبة للأشخاص ذوي الإعاقة وغير ذوي الإعاقة. ومع ذلك، كان هناك بعض التنوع في المهن وفقا لنوع الإعاقة. على سبيل المثال، كان حوالي ثلث (34%) من العاملين ذوي الإعاقة الذهنية يعملون كعمال، مثل عمال النظافة، في عام 2009، في حين كان خمس (20%) من العاملين ذوي الإعاقة الحسية أو الكلامية يعملون في مهن مهنية، مثل مدرسي المدارس الثانوية. كان لدى الأشخاص ذوي الإعاقة وغير ذوي الإعاقة توزيعات مماثلة عبر مجموعات الصناعة. وقد سجلت بعض الصناعات معدل انتشار الإعاقة أعلى من المتوسط (10%)، وخاصة الزراعة والغابات وصيد الأسماك (15%) والنقل والبريد والتخزين (12%). وقد يكون هذا انعكاسا جزئيا لارتفاع أعمار الأشخاص العاملين في هذه الصناعات. كان الأشخاص ذوو الإعاقة الذين كانوا يعملون أكثر احتمالية لإدارة أعمالهم الخاصة (13٪)، و/أو العمل من المنزل (9٪)، مقارنة بالأشخاص العاملين غير المعاقين (10٪ و6٪ على التوالي). وقد تعمل مثل هذه المواقف على تعزيز مرونة ترتيبات العمل، مما يجعل من الأسهل على الأشخاص ذوي الإعاقة المشاركة في القوى العاملة.
ومن بين الأشخاص في سن العمل من ذوي الإعاقة الذين يعملون، كان المصدر الرئيسي الأكثر شيوعا للدخل النقدي هو الأجور أو الراتب (77%)، وهو أعلى بكثير من مصادر الدخل الأكثر شيوعا التالية، وهي المعاشات التقاعدية أو البدلات الحكومية، ودخل الأعمال (كلاهما 9%). ومن بين الأشخاص ذوي الإعاقة الذين حصلوا على وظائف، حصل أكثر من خمسهم (22%) على شكل من أشكال المعاش التقاعدي أو المخصصات الحكومية. وكان هذا الرقم ضعف ما كان عليه الحال بالنسبة للأشخاص غير المعاقين الذين يعملون ويتلقون معاشًا أو إعانة حكومية (12%). كان الأشخاص ذوو الإعاقة الذين يعملون بدوام جزئي أكثر احتمالية لتلقي معاش أو بدل حكومي (41%) مقارنة بأولئك الذين يعملون بدوام كامل (10%). يمكن أن يوفر معاش دعم الإعاقة، وهو الدعم الرئيسي للدخل في حالة الإعاقة، دخلاً لتكملة الأرباح من العمل.
قد يحتاج أصحاب العمل ومقدمو خدمات توظيف الأشخاص ذوي الإعاقة إلى إجراء ترتيبات خاصة لضمان حصول الموظفين ذوي الإعاقة على بيئة مناسبة للعمل فيها. في عام 2009، احتاج 12% من الأشخاص العاملين ذوي الإعاقة إلى نوع ما من ترتيبات العمل الخاصة مثل تزويدهم بمعدات خاصة أو تخصيص مهام مختلفة لهم. يؤثر نوع الإعاقة على ما إذا كانت هناك حاجة إلى المساعدة في مكان العمل ونوع المساعدة المطلوبة. ومن المرجح أن يحتاج الأشخاص العاملون من ذوي الإعاقة النفسية أو الفكرية إلى ترتيبات عمل خاصة، حيث تلقى ما يقرب من خمسهم (18% و16% على التوالي) المساعدة، مثل شخص داعم لمساعدتهم أو تدريبهم في العمل. كان الأشخاص الذين يعانون من إعاقة حسية أو كلامية والذين كانوا يعملون أقل عرضة للاحتياج إلى ترتيبات عمل خاصة، حيث تلقى واحد من كل عشرة (9%) منهم ترتيبات عمل خاصة. بالنسبة لهذه المجموعة من ذوي الإعاقة، تم تقديم المساعدة في شكل معدات خاصة (48%).
اعتبارًا من عام 2022، لم يسبق لأكثر من 40% من المديرين الأستراليين في استطلاع أجرته شركة YouGov توظيف شخص من ذوي الإعاقة، واعترف ما يقرب من 1 من كل 10 بأنهم غير منفتحين على توظيف أشخاص من ذوي الإعاقة في المستقبل.

### دخل
منذ تقرير رونالد هندرسون حول الفقر عام 1975، أصبح من المعروف أن الأشخاص ذوي الإعاقة يعانون من الفقر في أستراليا بمعدلات أعلى من الأشخاص غير المعاقين. يمكن أن تؤثر الإعاقة على قدرة الشخص على المشاركة في القوى العاملة وقدرته على كسب الدخل. وتتعلق نتائج SDAC لعام 2015 التالية بالأشخاص في سن العمل (من 15 إلى 64 عامًا) الذين كانوا يعيشون في أسر. في عام 2015، أفاد حوالي اثنين من كل خمسة (41.9%) من الأشخاص في سن العمل من ذوي الإعاقة أن مصدر دخلهم النقدي الرئيسي هو معاش أو بدل حكومي، يليه الأجور أو الراتب (36.5%). كان الأشخاص الذين يعانون من إعاقة شديدة أكثر عرضة بمقدار الضعف للإبلاغ عن معاش أو بدل حكومي كمصدر رئيسي للدخل (82.8٪) مقارنة بأولئك الذين يعانون من إعاقة خفيفة (37.2٪).
كان الأشخاص ذوو الإعاقة أكثر عرضة للحصول على مستويات دخل أقل من أولئك الذين لا يعانون من الإعاقة. في عام 2015، كان حوالي نصف (49.4%) من الأشخاص ذوي الإعاقة يعيشون في أسر في الخمسين الأدنى من حيث الدخل الأسري الإجمالي المعادل، مقارنة بنحو 24.3% من غير المعاقين (باستثناء أولئك الذين لم يكن دخلهم معروفاً). وكان الأشخاص ذوو الإعاقة أيضًا أقل احتمالية للعيش في أسر ذات دخل في الخمس الأعلى (13.4٪) مقارنة بأولئك الذين لا يعانون من الإعاقة (26.5٪).
ونظراً للنسبة الأصغر من الأشخاص الذين يحصلون على أجر أو راتب واعتمادهم الأكبر على معاشات الحكومة ومخصصاتها، فمن الطبيعي أن تكون مستويات الدخل لأولئك الذين يعانون من الإعاقة أقل من أولئك الذين لا يعانون من الإعاقة. في عام 2015، بلغ متوسط الدخل الإجمالي للشخص ذي الإعاقة الذي يتراوح عمره بين 15 و64 عامًا 465 دولارًا في الأسبوع، أي أقل من نصف دخل الشخص غير المعاق الذي يبلغ 950 دولارًا في الأسبوع.

## رياضة

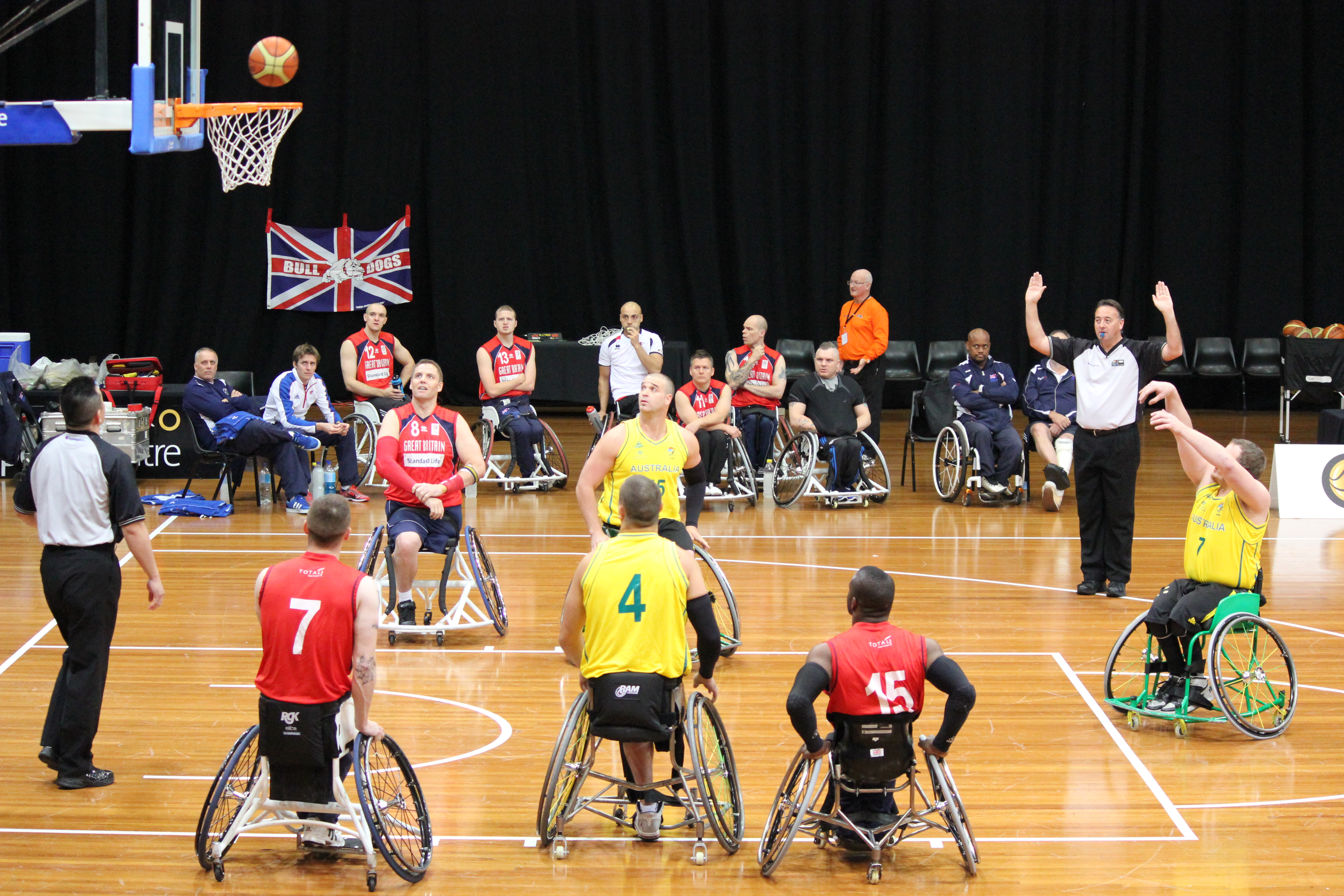
مباراة كرة السلة على الكراسي المتحركة عام 2012

إن المشاركة الأسترالية في الرياضات المخصصة للأشخاص ذوي الإعاقة أقل من المشاركة في الرياضات المخصصة للأشخاص الأصحاء. يركز التمويل العام للرياضة الخاصة بالمعاقين على الألعاب البارالمبية واللجنة البارالمبية الأسترالية التي لديها برنامج "البحث عن المواهب" لتقديم الدعم للمرشحين المحتملين الذين يسعون إلى دخول الرياضات الخاصة بالمعاقين. شملت مشاركة أستراليا في الألعاب البارالمبية إرسال وفود إلى الألعاب البارالمبية الصيفية منذ الألعاب الأولى في عام 1960، وإلى الألعاب البارالمبية الشتوية منذ عام 1980.

## المناصرة
منظمة الأشخاص ذوي الإعاقة في أستراليا هي المنظمة الوطنية الرائدة في مجال حقوق الأشخاص ذوي الإعاقة والدفاع عنها.
منذ سبعينيات القرن العشرين، شارك الأشخاص ذوو الإعاقة في عدد من الحملات المتعلقة بإلغاء المؤسسات، وتمويل المعيشة المستقلة والإسكان، ودعم مقدمي الرعاية، والعدالة في الأجور، والاستقلال الجسدي، والوصول إلى وسائل النقل والمباني والترفيه. وقد نجح البعض في تأمين التحسينات والحقوق بينما حاول البعض الآخر وقف التخفيضات وإلغاء التمويل.
بعض القضايا الاجتماعية المتعلقة بالإعاقة هي:
تكلفة التكنولوجيا المساعدة
وقد زعم مستهلكو التكنولوجيا المساعدة أنهم يخضعون لضريبة أسترالية، مما يعني أن المعدات المساعدة أكثر تكلفة في أستراليا مقارنة بالدول الأخرى المماثلة.
الأشخاص ذوو الإعاقة الذين قُتلوا على يد مقدمي الرعاية
وجد تقرير صدر عام 2018 أنه على مدار السنوات الخمس عشرة الماضية، في أستراليا، قُتل شخص من ذوي الإعاقة على يد مقدم الرعاية الحميم (صديق أو أحد أفراد الأسرة) كل ثلاثة أشهر.
معدل وفيات السجناء المعوقين
في 16 سبتمبر 2020، كشفت منظمة هيومن رايتس ووتش في تقرير مفصل أن حوالي ستين في المائة من السجناء الذين ماتوا في سجون غرب أستراليا في العقد الماضي كانوا سجناء من ذوي الإعاقة. التقرير، الذي حمل عنوان "لن يعود أبدًا": الأشخاص ذوو الإعاقة يموتون في سجون غرب أستراليا، استعرض 102 حالة وفاة في سجون غرب أستراليا على مدى السنوات العشر الماضية.

## مقدمي خدمات الإعاقة
اعتبارًا من عامي 2012 و2013، كان 31% من مقدمي الخدمات في القطاع العام. اعتبارًا من عام 2016، كان هناك 2000 مقدم خدمات الإعاقة في أستراليا.